# 大聖堂広場 (リガ)

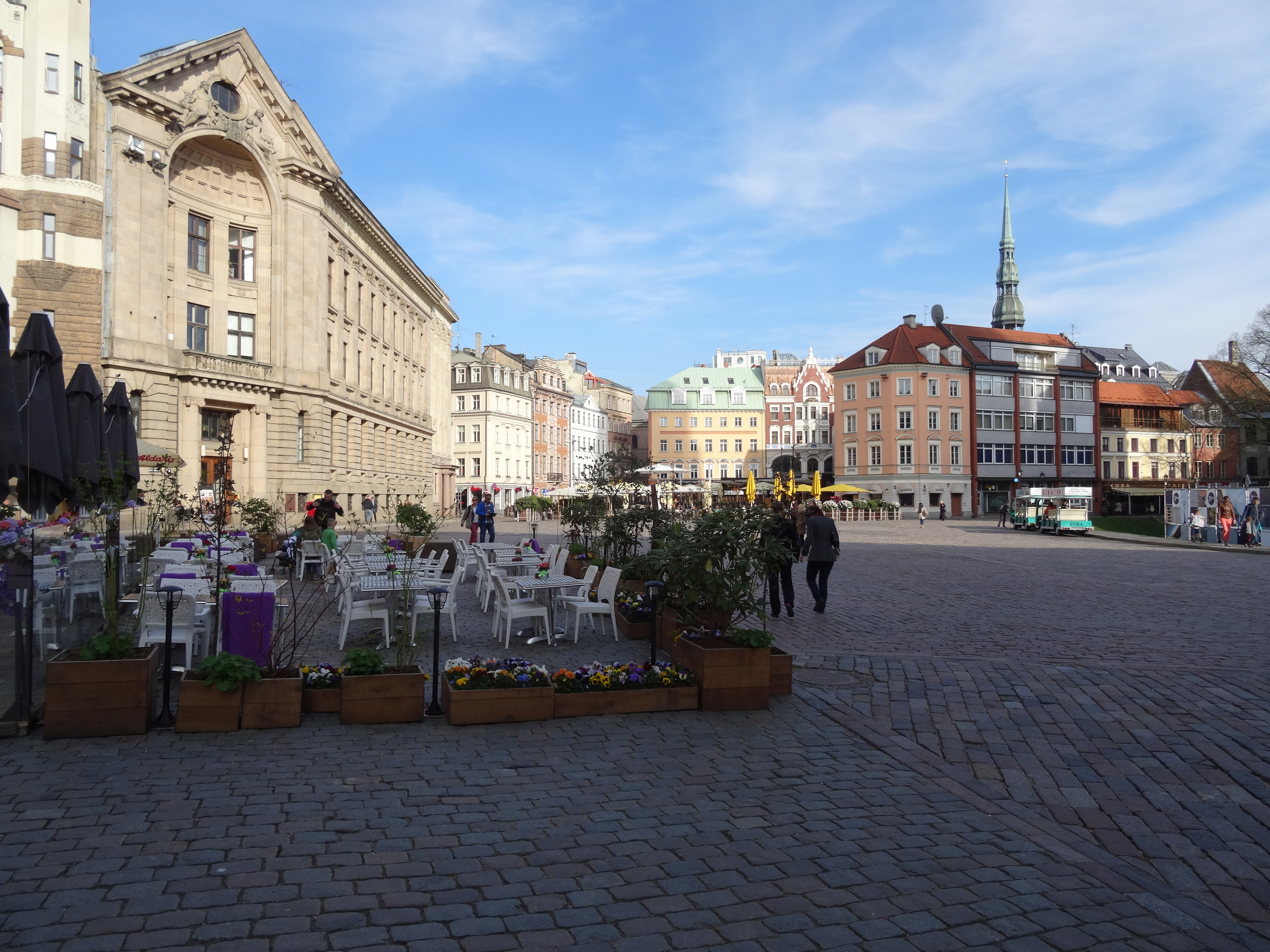
大聖堂広場

大聖堂広場（だいせいどうひろば、ラトビア語: Doma laukums）はラトビアのリガの旧市街にある広場で、広場に面して建てられているリガ大聖堂に因んで名付けられた。広場には、リガ大聖堂、ラトビア国立海外美術館、ラトビア・ラジオのほか、カフェやレストランなどがある。